# Donja Trnova
Donja Trnova är en ort i Bosnien och Hercegovina.   Den ligger i kommunen Ugljevik och entiteten Republika Srpska, i den östra delen av landet, 110 km nordost om huvudstaden Sarajevo. Antalet invånare är 1 276.